# Chastenay (Yonne)
Pour les articles homonymes, voir Chastenay.
Chastenay est une  ancienne commune française située dans le département de l'Yonne et la région Bourgogne-Franche-Comté. Elle est associée à la commune de Ouanne depuis 1972.

## Géographie
La commune comprend deux parties principales, reliées par la route D125 : Chastenay-le-Bas et Chastenay-le-Haut.
Elle inclut également les hameaux suivants : Chicorneau, Les Merles, Les Vignes des Côtats, Cury, La Fontaine et Les Granges.

## Histoire
Le 1er décembre 1972, la commune de Chastenay est rattachée à celle de Ouanne, sous le régime de la fusion-association.

## Politique et administration
| Période                                  | Période  | Identité     | Étiquette | Qualité |
| ---------------------------------------- | -------- | ------------ | --------- | ------- |
|                                          | 2020     | Paul Chocat  |           |         |
| 2020                                     | En cours | Karine Mayda |           |         |
| Les données manquantes sont à compléter. |          |              |           |         |

## Démographie
| 1793 | 1800 | 1806 | 1821 | 1831 | 1836 | 1841 | 1846 | 1856 |
| ---- | ---- | ---- | ---- | ---- | ---- | ---- | ---- | ---- |
| 367  | 306  | 406  | 420  | 420  | 358  | 426  | 425  | 441  |

| 1866 | 1872 | 1876 | 1881 | 1886 | 1891 | 1896 | 1901 | 1906 |
| ---- | ---- | ---- | ---- | ---- | ---- | ---- | ---- | ---- |
| 370  | 379  | 346  | 307  | 294  | 302  | 278  | 247  | 263  |

| 1911 | 1921 | 1926 | 1931 | 1936 | 1946 | 1954 | 1962 | 1968 |
| ---- | ---- | ---- | ---- | ---- | ---- | ---- | ---- | ---- |
| 269  | 226  | 215  | 196  | 195  | 199  | 146  | 150  | 126  |

## Lieux et monuments
- Lavoir, restauré en 2015
- Sentier botanique, terminé en 2015

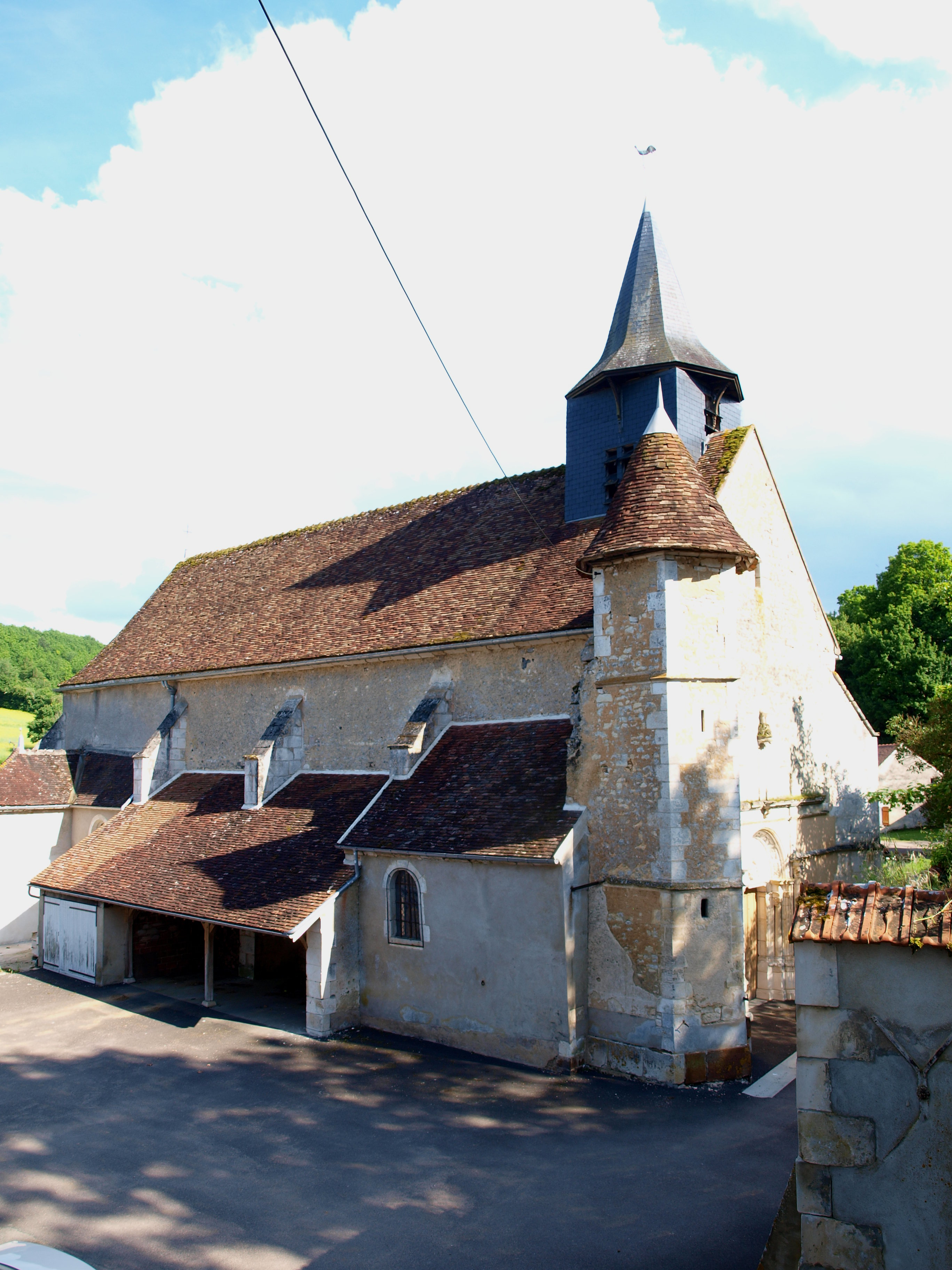
L'église Saint-Vincent du XVIe siècle.
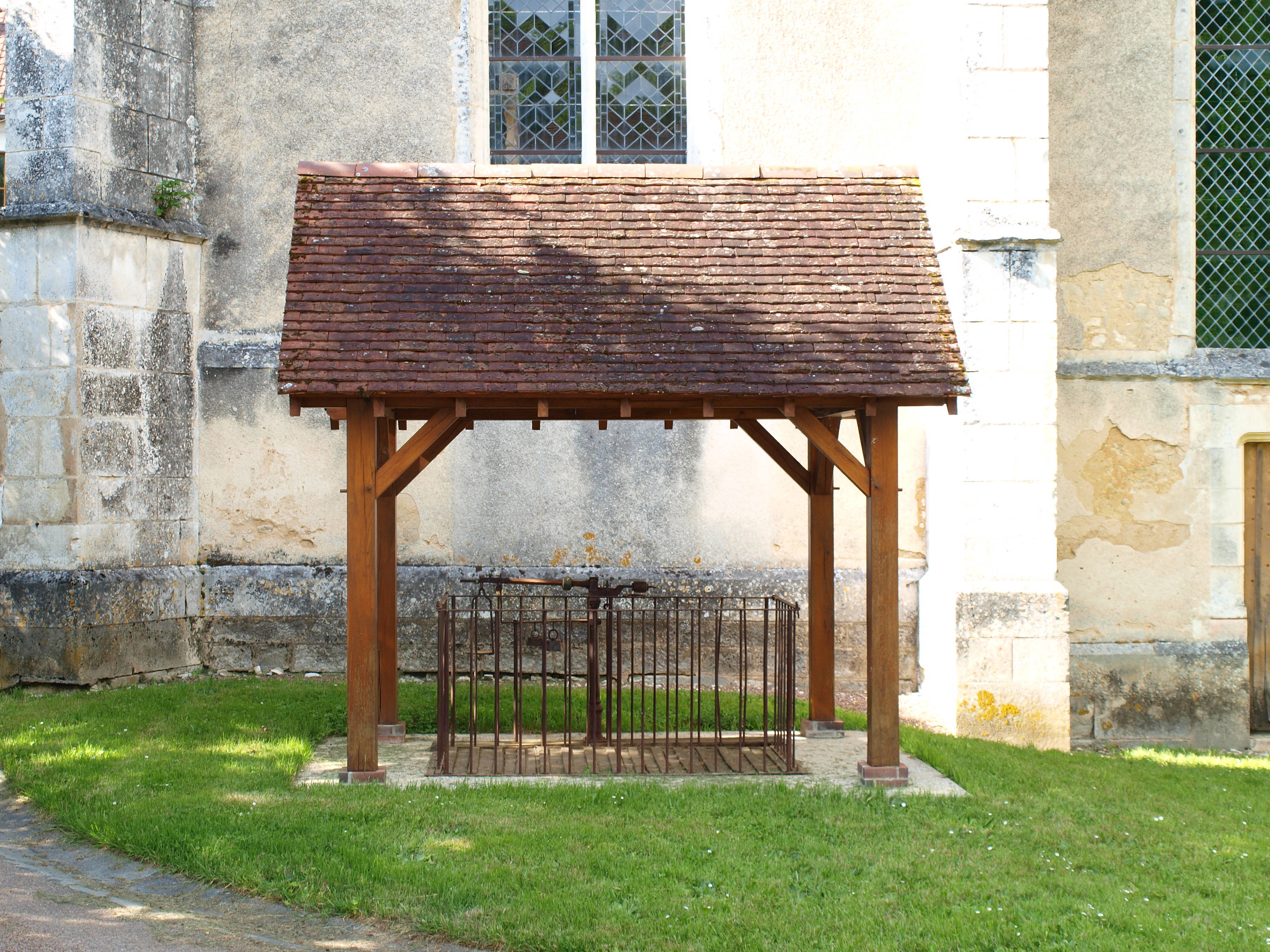
La bascule.
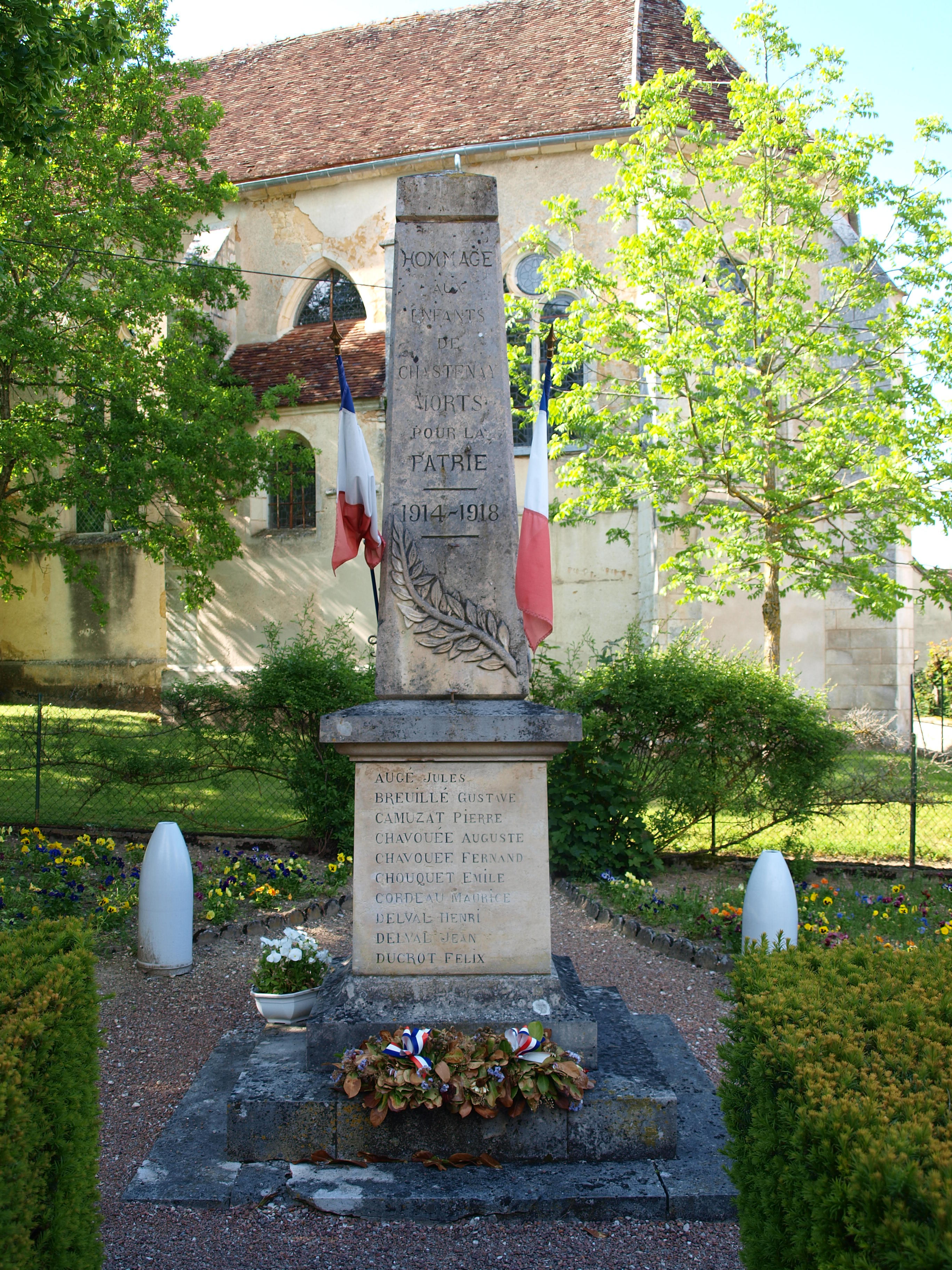
Le monument aux morts de 1914-1918.